# Dị ứng trứng
Dị ứng trứng là một quá mẫn miễn dịch đối với các protein được tìm thấy trong trứng gà, và có thể là trứng ngỗng, vịt, hoặc gà tây. Các triệu chứng có thể khởi phát nhanh hoặc chậm. Trước đây có thể bao gồm sốc phản vệ, một tình trạng có khả năng đe dọa tính mạng cần được điều trị bằng epinephrine. Các triệu chứng khác có thể bao gồm viêm da dị ứng hoặc viêm thực quản.
Tại Hoa Kỳ, 90% phản ứng dị ứng với thực phẩm do sữa bò, trứng, lúa mì, động vật giáp xác,đậu phộng, quả kiên, cá và đậu nành. Công bố sự có mặt của lượng chất gây dị ứng trong thực phẩm không bắt buộc ở bất kỳ quốc gia nào, ngoại trừ Brazil.
Phòng ngừa bằng cách tránh ăn trứng và thức ăn có thể chứa trứng, chẳng hạn như bánh hoặc bánh quy.Chưa rõ việc sớm đưa trứng vào chế độ ăn của trẻ từ 4–6 tháng tuổi có làm giảm nguy cơ dị ứng trứng hay không.
Dị ứng trứng xảy ra chủ yếu ở trẻ em nhưng có thể ở cả người lớn. Tại Hoa Kỳ, đây là dị ứng thức ăn phổ biến thứ hai ở trẻ em sau sữa bò. Hầu hết trẻ em đều bị dị ứng trứng ở tuổi lên năm, nhưng một số người vẫn bị dị ứng trong suốt cuộc đời. Ở Bắc Mỹ và Tây Âu, dị ứng trứng xảy ra từ 0,5% đến 2,5% trẻ em dưới 5 tuổi. Đa số phát triển ở độ tuổi đi học, nhưng khoảng một phần ba, dị ứng vẫn tồn tại đến tuổi trưởng thành. Dự báo sự tồn tại dị ứng dai dẳng ở người lớn là sốc phản vệ, globulin miễn dịch  E (IgE) trong chế độ ăn trứng cao, đáp ứng mạnh với xét nghiệm chích da và không dung nạp với thực phẩm nướng chứa trứng.